# Communauté de communes de Saint-Hilaire-du-Harcouët
La communauté de communes de Saint-Hilaire-du-Harcouët est une ancienne communauté de communes française, située dans le département de la Manche et la région Normandie.

## Historique
La communauté de communes de Saint-Hilaire-du-Harcouët a été créée le 31 décembre 1992.
Le 1er janvier 2013, les communes de Saint-Symphorien-des-Monts et Buais rejoignent la communauté de communes.
Le 1er janvier 2017, la communauté de communes de Saint-Hilaire-du-Harcouët fusionne avec les communautés de communes de Saint-James, Avranches - Mont-Saint-Michel, du Val de Sée et du Mortainais pour former la communauté d’agglomération Mont-Saint-Michel Normandie,.

## Composition
Elle était composée de neuf communes, toutes situées dans le canton de Saint-Hilaire-du-Harcouët :
| Nom                               | Code Insee | Gentilé          | Superficie (km2) | Population (dernière pop. légale) | Densité (hab./km2) |
| --------------------------------- | ---------- | ---------------- | ---------------- | --------------------------------- | ------------------ |
| Saint-Hilaire-du-Harcouët (siège) | 50484      | Saint-Hilairiens | 46,97            | 6 130 (2014)                      | 131                |
| Buais-Les-Monts                   | 50090      |                  | 24,73            | 643 (2014)                        | 26                 |
| Grandparigny                      | 50391      | Grandparignais   | 34,61            | 2 725 (2014)                      | 79                 |
| Lapenty                           | 50263      | Lapentinais      | 14,89            | 400 (2014)                        | 27                 |
| Les Loges-Marchis                 | 50274      | Bonotiers        | 19,78            | 1 010 (2014)                      | 51                 |
| Le Mesnillard                     | 50315      |                  | 9,75             | 280 (2014)                        | 29                 |
| Moulines                          | 50362      | Moulinois        | 7,41             | 299 (2014)                        | 40                 |
| Saint-Brice-de-Landelles          | 50452      | Briçois          | 14,77            | 686 (2014)                        | 46                 |
| Savigny-le-Vieux                  | 50570      | Savigniens       | 17,16            | 434 (2014)                        | 25                 |

Avant la création des communes nouvelles de Buais-Les-Monts, Grandparigny et de Saint-Hilaire-du-Harcouët le 1er janvier 2016, elle était composée de quinze communes.

## Administration
| Période      | Période       | Identité       | Étiquette    | Qualité                            |
| ------------ | ------------- | -------------- | ------------ | ---------------------------------- |
| janvier 1993 | avril 2008    | Michel Ganné   | UDF puis UMP | Maire de Saint-Hilaire-du-Harcouët |
| avril 2008   | décembre 2016 | Gilbert Badiou | SE           | Maire de Saint-Hilaire-du-Harcouët |